# Elura
Elura (Ellora) – stanowisko archeologiczne w Indiach w stanie Maharasztra znane dzięki unikatowemu zespołowi trzydziestu czterech wykutych w bazaltowej skale świątyń.
Siedemnaście z nich to świątynie hinduskie (600–900 n.e.), dwanaście buddyjskie (400–800 n.e.) a pięć to świątynie dźinijskie (800–1000 n.e.). Cały zespół skalnych świątyń z Elury został wpisany na listę światowego dziedzictwa UNESCO w 1983. Sąsiedztwo świątyń trzech wielkich religii Indii niektórzy traktują jako znak tolerancji religijnej.
Jako przedsięwzięcie budowlane obiekt „budowano” od góry, stopniowo zdejmując i odrzucając zbędny materiał ze skalnego masywu, w którym następnie wydrążono wnętrze świątyni. 34 groty w skalnej ścianie długości dwóch kilometrów zbudowano w okresie upadającego buddyzmu i odradzającego się hinduizmu, VII-IX za panowania dynastii Ćalikjow i Rasztrakutów. 500 lat prac budowlanych w Elurze (rozwijających się w miarę, jak opuszczano groty w Adżancie) finansowano dzięki położeniu na szlaku handlowym z Udźdźajnu (Madhja Pradeś) na zachodnie wybrzeże Indii. Rzeźby w grotach są przykładem rosnącego wpływu tantryzmu w trzech reprezentowanych tu religiach Indii.

## Położenie
Elura, wyrzeźbione w skałach i grotach Ghatów Zachodnich świątynie, znajduje się 25 km na północny zachód od Aurangabadu, 400 km na północny zachód od Mumbaju. Wszystkie 34 świątynie położone są u stóp dwukilometrowej skarpy Ćamandiri, u której podnóża rozciąga się równina. Ze względu na skierowane na zachód wejścia do świątyń, lepiej je można obejrzeć po południu.

## Historia
Wykute zostały w bazaltowym klifie i rozciągają się na długości ponad dwóch kilometrów. Świątynie buddyjskie powstały między VI a VII w., hinduistyczne powstały między VI a IX w. a dźinijskie pochodzą z VIII-X wieku. Wszystkie wykonane są w podobnym stylu charakteryzującym się portykiem, przedsionkiem, salą dla wiernych i sanktuarium nakrytym spadzistym dachem. Całość ma symbolizować świętą górę Meru. Najbardziej znaną i najwspanialszą z nich jest świątynia Śiwy jako Pana góry Kajlasa – Kajlasanatha. Powstała w VIII w., ufundował ją król Kriszna I z dynastii Rasztrakutów. Niezwykłość tej świątyni polega na tym, że nie została zbudowana, ale wyrzeźbiona w litej skale, poprzez usuwanie kolejnych warstw materiału kamiennego, aż do uzyskania pożądanego kształtu. Świątynia ma 30 m. wysokości i posiada bogatą dekorację rzeźbiarską, powstałą z tej samej masy skalnej co sama bryła.

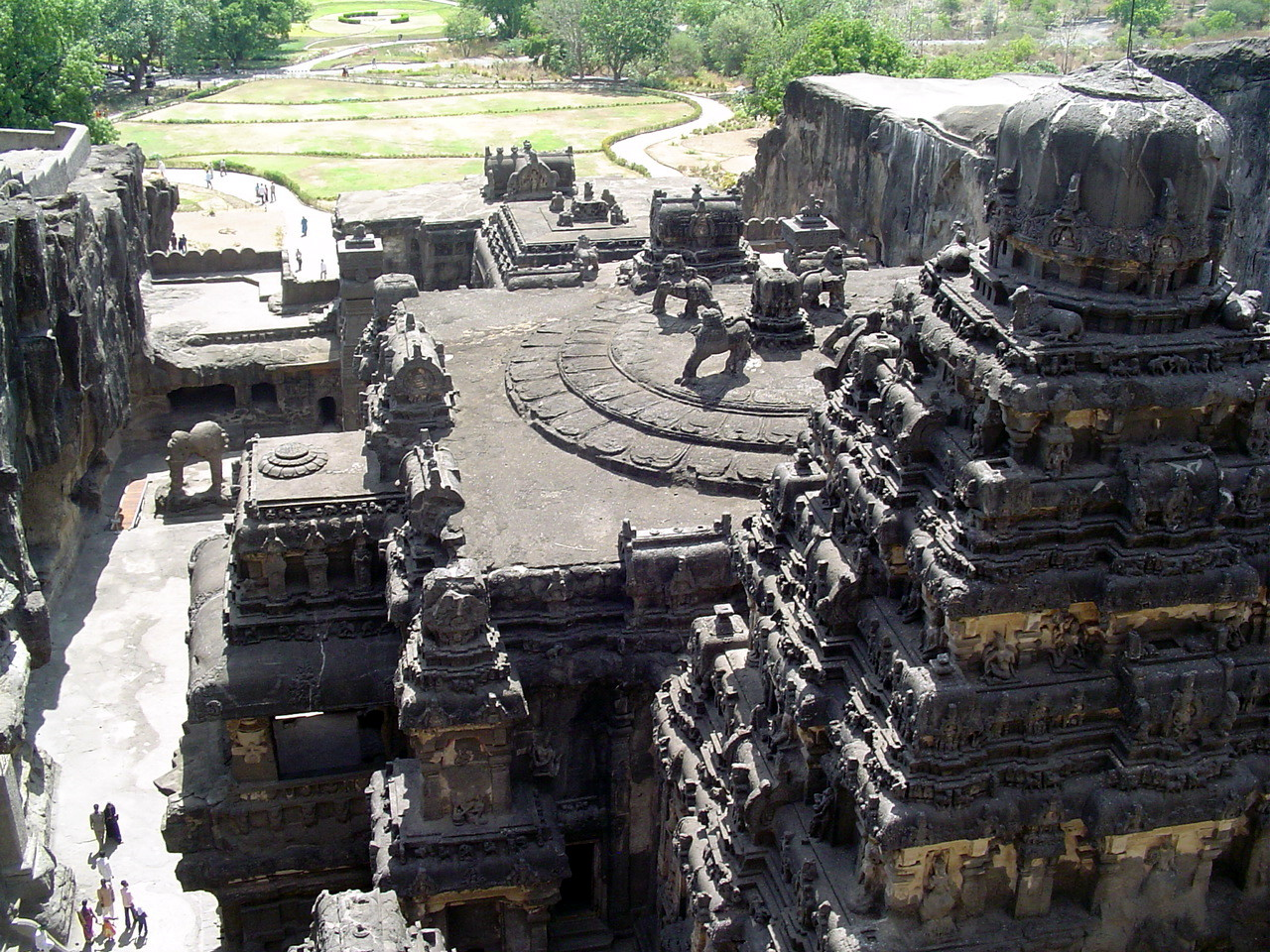
hinduska świątynia Kajlaś

## Opis zabytku
Ponumerowane świątynie można podzielić na grupy związane z wyznaniem:

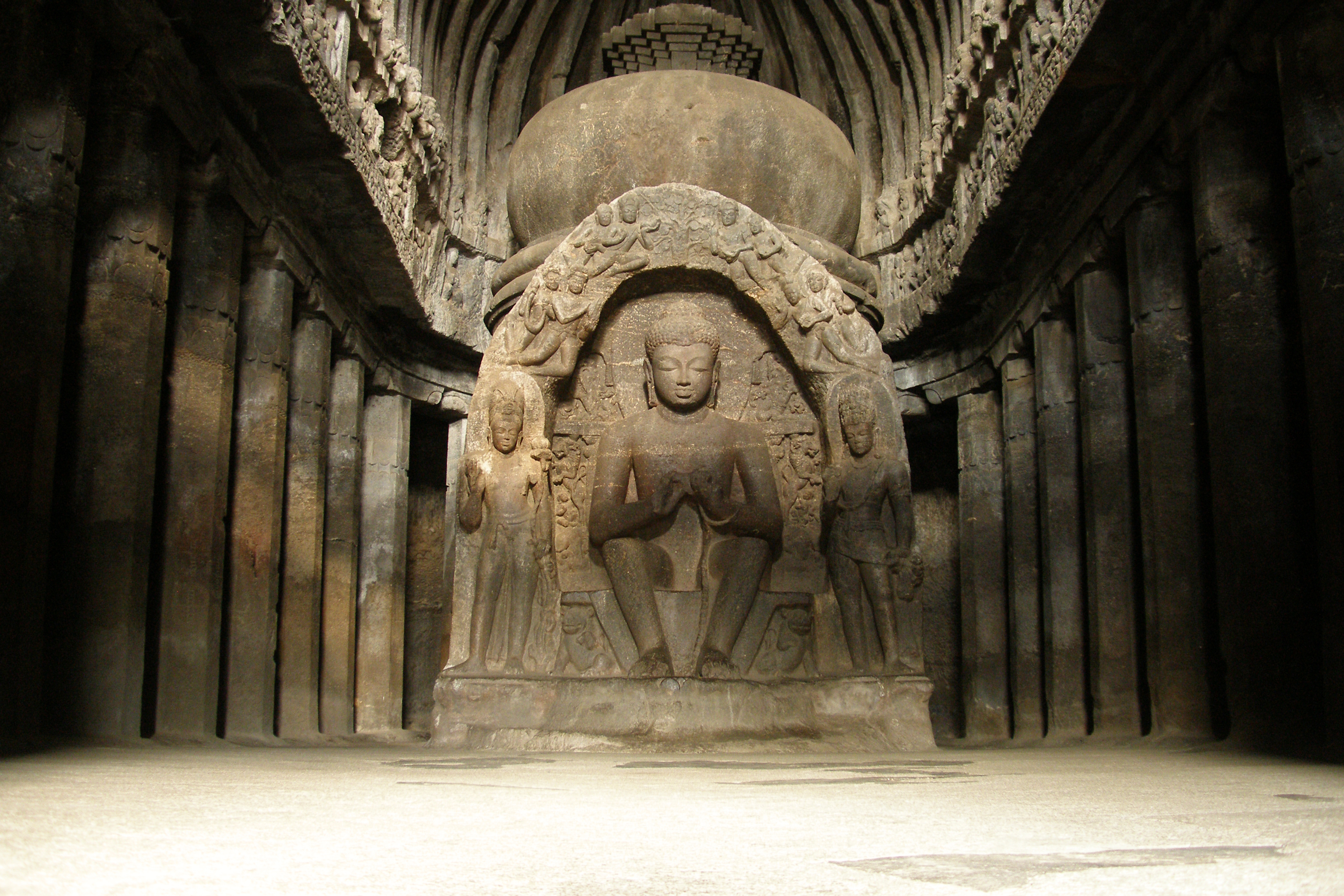
posąg Buddy w jaskini nr 10

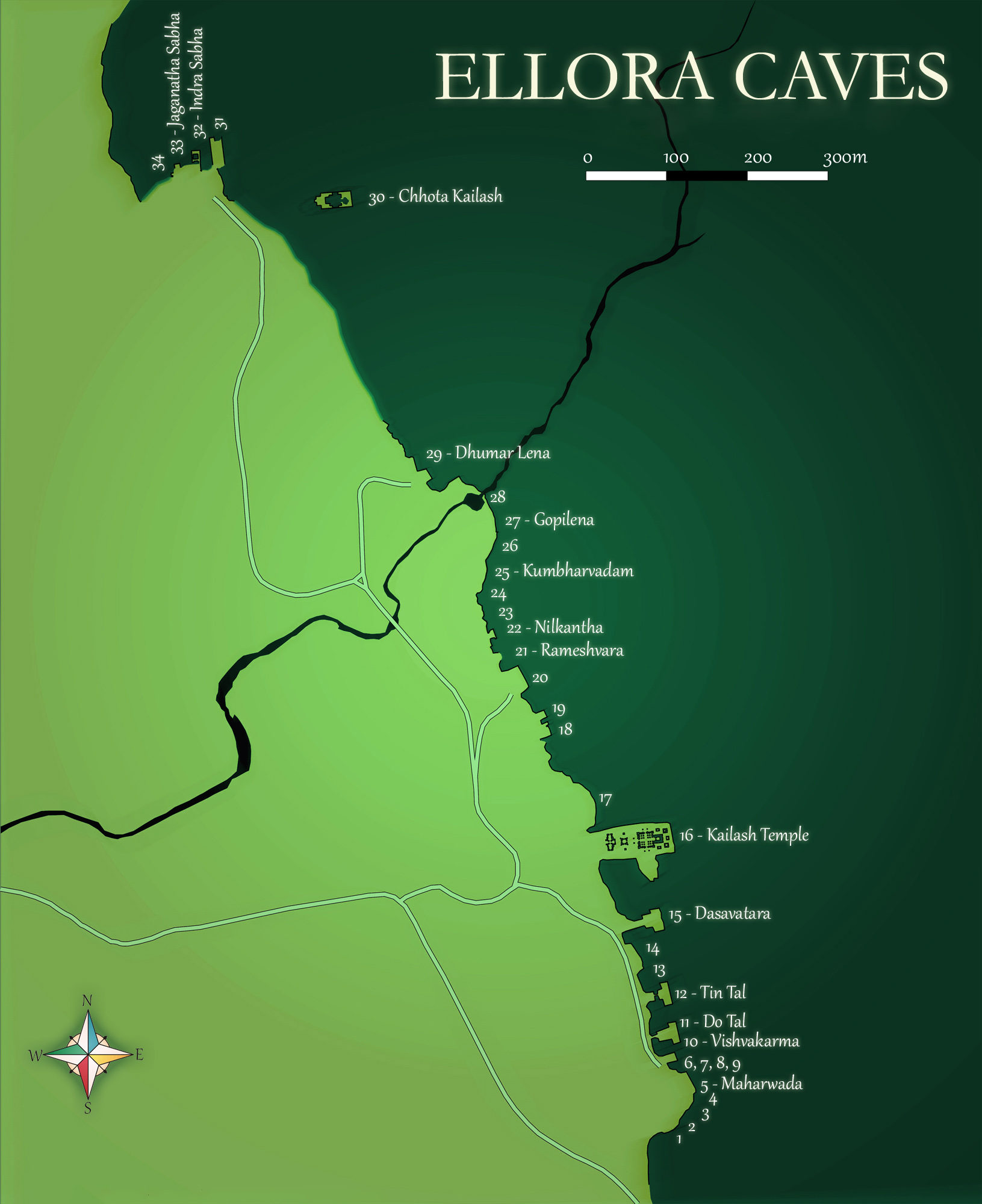
mapa świątyń w Elurze

### Świątynie buddyjskie
Groty nr 1-12 na południowym krańcu. Dziesięć pierwszych to przykład typowej formy klasztornej – przedsionek z kolumnami, cele po bokach sali centralnej i kaplica Buddy w głębi. Pochodzą z okresu panowania Ćalukjów (VII – VIII w.)
Wyjąwszy świątynię nr 10 to wihary lub sale klasztorne, używane kiedyś przez mnichów jako miejsce wspólnej modlitwy, indywidualnej medytacji i nauki. Spożywano tu też z posiłki i nocowano. Kolejne świątynie coraz bardziej rozbudowywano, co obecnie łączy się z próbą sprostania rosnącej konkurencji hinduizmu. Ozdobiono je scenami z buddyjskiej mitologii, wieloma posągami Buddy i bodhisattwów.
- Jaskinie nr 1-5

Jaskinia nr 1 to małą wihara, w przeszłości być może służąca jako spichlerz, pozbawiona rzeźb. Składa się z 8 małych cel klasztornych. W jaskini nr 2 centralną salę wspiera 12 filarów o kwadratowych podstawach. Na bocznych ścianach widać wizerunki siedzącego Buddy. Wejścia do kaplicy pilnują posągi strażników (dwarpale) – po lewej widać silnie zbudowanego Padmapaniego z lotosem i bodhisattwy, znakiem współczucia, po prawej obwieszonego klejnotami Majtreję, przyszłego Buddę. Towarzyszą im współmałżonki. W środku sanktuarium – majestatyczny Budda na lwim tronie. Patrzy ku wschodzącemu słońcu. Ogromne stopy zdają się wyrastać z iemi. Jaskinie nr 3 i 4, starsze wiekiem pozostają nieskończone i równie zaniedbane jak jaskinia nr 1. Jaskinia nr 5, ze względu na używanie jej przez plemię Maharów jako schronienie od monsunów zwana Maharwada, uchodzi za najpiękniejszą wiharę w Elurze. Uważa się, że jej wielkiej (18x 36 m) zbudowanej na prostokącie sali mnisi buddyjscy używali jako refektarza. Znajdują się w niej dwa rzędy rzeźbionych w kamieniu ław. Budda w głównej kaplicy przedstawiony w postaci siedzącej na stołku prawą ręką dotyka ziemi w geście mudry. Symbolizuje to dokonany przez niego na oczach heretyków cud.
- Jaskinia nr 6, 7, 8 i 9

Wykuta została w VII wieku, w dużej części według wzoru poprzednich jaskiń. Na ścianach przedsionka – najlepiej zachowane posągi Elury. Po lewej – Tara, małżonka bodhisattwy Awalokiteśwary, po prawej – odpowiadająca hinduskiej bogini Saraswati, buddyjska bogini nauki Mahamajuri. Obok niej symbolizująca ją rzeźba pawia. Jej postać dowodzi zapożyczeń VII-wiecznego buddyzmu z hinduizmu. Miały one na celu ożywić zmniejszające się znaczenie buddyzmu w Dekanie. Jaskinia nr 7 oto nieozdobiona sala – przejście do jaskini nr 8 (z wolno stojącym przed ścianą sanktuarium). Jaskinię nr 9 wyróżnia ozdobiona fasada.
- Jaskinie nr 10, 11 i 12

Świątynie te zbudowane zostały przez wczesnych Ćalukjów w VII i VIII wieku.
Jaskinia 10 (z VIII wieku) stanowi z ostatnich i najpiękniejszych sal modlitewnych ćatja Dekanu. Dominuje w niej rzeźba nauczającego Buddy, w sklepionej sali przed stupą, wyrzeźbiony tak misternie, że trudno uwierzyć, że materiałem jest kamień, a nie drewno. Na cześć legendarnego architekta bogów grotę nazwano Wiśwakarma, inaczej Warsztatem Cieśli (Sutar Jhopadi). Schodami po lewej można dojść do balkonu, na którym potrójnych drzwi pilnują postacie nimf i karłów. Za tymi drzwiami wewnętrzny balkon. Na suficie (najlepiej widocznym z górnej galerii) widać wyrzeźbione w kamieniu (na wzór podobnych z drewnianych wolno stojących świątyń) promienie i fryz, na którym przedstawiono kochająca się parę. Figurę nauczającego Buddy oświetla małe okienko. Dwukondygnacyjna, oparta na podziemnej kondygnacji z rzeźbami zwierząt, znajduje się na końcu dziedzińca.
Mimo że w 1876 roku odkryto kolejne piętro świątyni nr 11 nadal nazywa się ją Do Tal (Dwie podłogi). Na górnym piętrze dysponuje ona długą, wspartą na kolumnach salą z kapliczką Buddy. Po opuszczeniu jej przez buddystów dostosowali ją do swego kultu hindusi. Świadczą o tym postacie Durgi i syna Śziwy, Ganeśa.
Jaskinia nr 12 – trzypiętrowa wihara zwana Tin Tal (Trzy podłogi). Na jej najwyższym poziomie – sanktuarium wyposażone w pięć postaci bodhisattwy i siedem przedstawień buddy (we wszystkich jego kolejnych wcieleniach). Po obu stronach sanktuarium szereg dotykających ziemi, medytujących buddów. W samym sanktuarium postacie siedzących na lotosie bogiń. W sali wielkie figury siedzących wzdłuż ścian na tronach buddów.

### Świątynie hinduskie
Groty nr 13- 29 znajdują się pośrodku.
- Jaskinia nr 14

Z XIV wieku, zwana Rawana Ki Khai. Kiedyś była buddyjską wiharą, potem dostosowana do kultu hinduskiego. Jej wejścia pilnują posągi dwóch bogini rzek Gangi i Jamuny, głębiej za nimi wizerunki siedmiu bogiń płodności, kołyszących dzieci (Sapta Matrikas). Obok znajduje się Ganeśa z głową słonia, między dwoma bóstwami śmierci, postaciami Kali i Kalego. Wyobrażono tu Durgę zabijająca demona pod postacią bawołu i Wisznu – Warahę z głową dzika.
- Jaskinia nr 15

Dwupiętrowa, wyposażona w schody, również przerobiona z wihary, dostosowana do kultu Śiwy. Częściowo ufundowany przez króla Rasztrakutów, Dantigurgę (pan. ok. 730-755). Na piętrze płaskorzeźby wyobrażające pięć (z dziesięciu) wcieleń Wisznu. Te awatary są źródłem nazwy jaskini – Daśawatara. We wnęce grupa rzeźb – Śiwa z lingą i stojący przed nim w kornym uniżeniu Brahma i Wisznu. Symbolizuje to prymat śiwaizmu. Ponadto jaskinia słynie z rzeźby tańczącego Śiwy (Nataradźi), Śiwy zabijającego smoka i Wisznu jako człowieka -lwa Narasinhy.
- Jaskinie 17-29

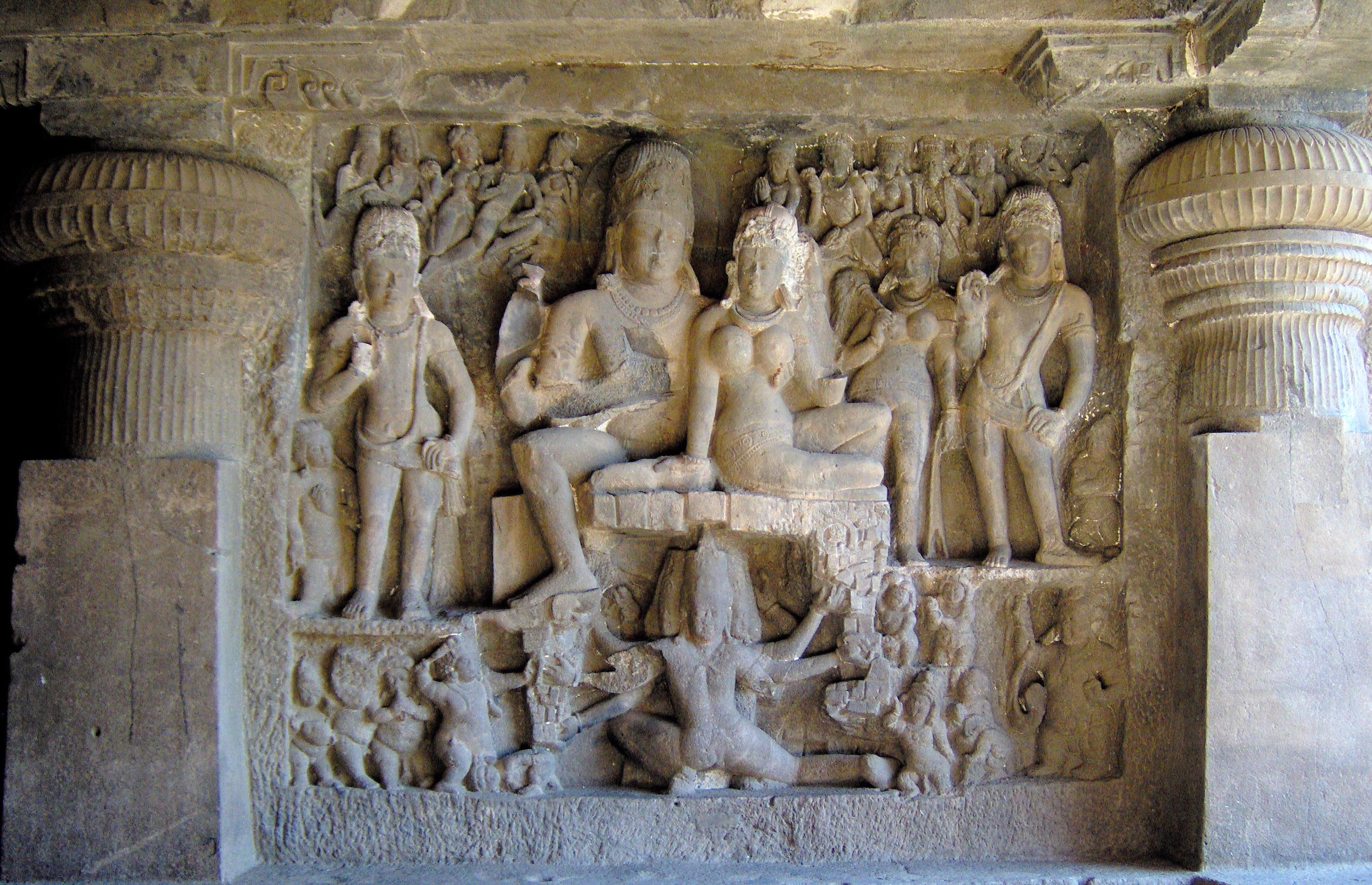
Wieloręki Rawana próbuje zrzucić z góry Kajlas Śiwę i Parwati

Wśród nich najbardziej polecane uwagi są trzy jaskinie – nr 21, 25 i 29. Jaskinia 21 (Rameśwara) pochodzi z VI wieku. Uważana jest za najstarszą hinduską świątynię w Elurze. Słynie z rzeźb dwóch rzecznych bogiń, strażników pilnujących drzwi i erotycznych rzeźb par (mithuna). W jaskini nr 25 znajduje się posąg boga słońca Suryi na rydwanie zmierzającemu w kierunku świtu. Przy zależnym od opadów wodospadzie znajduje się wejście do jaskini nr 29 (Dhumar Lena). Zbudowana jest na krzyżowym planie (jak jaskinia na wyspie Elefanta). Pochodzi z późnego VI wieku. Klatek schodowych pilnują posągi lwów, ściany zdobią fryzy. Można tu zobaczyć posąg Śiwy walczącego z demonem Andhaka i Śiwy zmagającego się z demonem Rawaną usiłującym zrzucić boga i jego małżonkę Parwati z góry Kajlas. Towarzyszy im postać karła, który obnażając się próbuje odciągnąć uwagę demona. Na innej ścianie – Śiwa droczy się z Parwati przytrzymując jej szykującą się do rzutu rękę.
- Świątynia Kajlaś (jaskinia nr 16)

To arcydzieło Elury. Podobnie jak inne tę świątynię o wymiarach 81x47 metrów wydrążono ze skały, ale wyglądem przypomina wcześniejsze w czasie wolno stające świątynie Południowych Indii. Uważa się, że pomysłodawcą jest Kryszna I (756-773 z dynastii Rasztrakutów). Budowano ją 100 lat na przestrzeni kilku pokoleń. Zanim pracy podjęli się rzeźbiarze wykopano kilofami rowy, w których wetknięte w szczeliny kawałki drewna. Po zmoczeniu rozszerzały się one rozbijając bazalt. Uważa się, że ze zbocza odłupano ćwierć miliona ton skały tworząc tu ogromną świątynię, która odtwarza siedzibę Śiwy i Parwati, himalajską górę Kajlas – uznawaną za boską oś jednoczącą niebo i ziemię. Świątynia pierwotnie pokryta była gipsem nadającym jej obraz ośnieżonej góry.

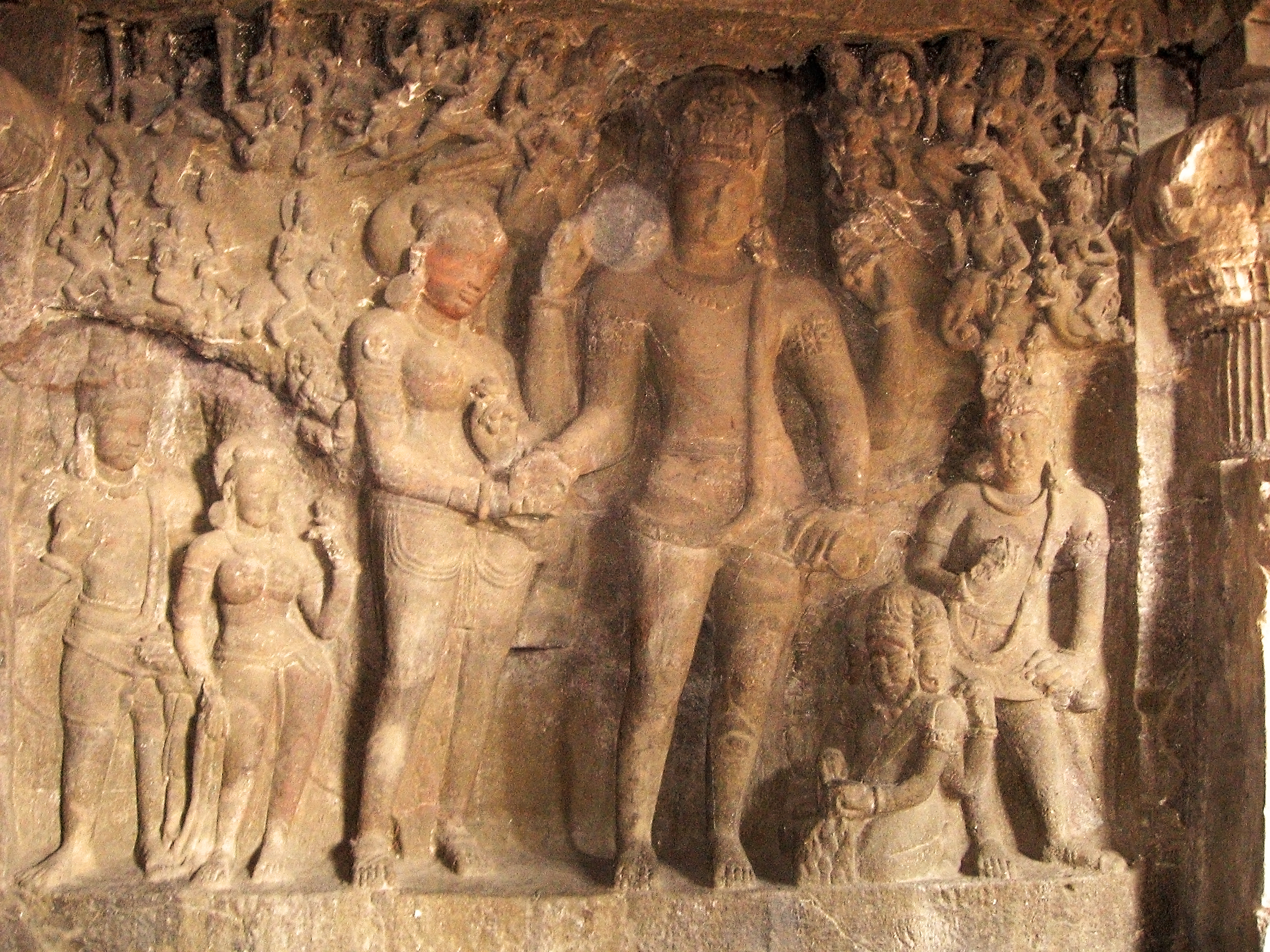
ślub czterorękiego Śiwy (z prawej strony) z Parwati

Do świątyni można wejść przez kamienny parawan, oddzielający sacrum od profanum. Znowu przejścia pilnują dwie rzeczne bogini: Ganga i Jamuna. Na centralnym dziedzińcu świątyni, naprzeciw wejścia w pawilonie Nandinowa znajduje się płaskorzeźba Gadżalakszmi, wyobrażająca Lakszmi, bogini bogactwa. Siedzi na lotosie polewana przez słonie trzymające naczynia z wodą w trąbach. Przy pawilonie Nandinowa znajdują się dwa 17-metrowej wysokości obeliski ozdobione fryzami z motywem lotosu i festonami. Zgodnie ze zwyczajem pielgrzymów górę Kajlas – świątynię obchodzi się według ruchu wskazówek zegara. Świątynia składa się z trzech części: kaplicy z wizerunkiem symbolizującego Śiwę byka Nandi, centralnej sali spotkań (mandapy) i sanktuarium zakończonego wieżą w formie piramidy (sikhara, 32,6 m). Te trzy części świątyni znajdują się na ogromnej platformie dźwiganej przez posągi słoni zbierających lotos. Świątynia symbolizując górę Siwy (Kajlas) jest jednocześnie wyobrażeniem wielkiego rydwanu. Nawy głównej sali są jego kołami, kapliczka przedstawia zaprzęg, a ciągną rydwan dwa naturalnej wielkości posągi słoni (pozbawione trąb przez niszczących hinduski kult najeźdźców muzułmańskich).
Świątynia wypełniona jest rzeźbami. Dach mandapy (centralnej sali zgromadzeń) ozdabia rzeźba kwiatu lotosu z kolistych pierścieni z figurami czterech kamiennych lwów. Wzdłuż schodów do mandapy przedstawiono sceny z Mahabharaty i opowieści o Krysznie (na ścianie południowej) i Ramajany (na północnej). Poniżej wyobrażono życie Kryszny. Bohaterem paneli w niższych sekcjach jest Śiwa. Na ścianie mandapy znajduje się najsławniejsze dzieło świątyni – Śiwa i Parwati wstrząsani poruszeniami wyrywającego się ze środka góry Kajlas demona Rawany. Śiwa przymierza się do ucieszenia demona poruszeniem małego palca. Parwati wsparta na łokciu sprawia wrażenie spokojnej, beztroskiej, mimo że jej służka ucieka w popłochu. Na niższej kondygnacji – wyobrażenie świątynnych słoni trąbami zbierających kwiaty lotosu, wydają się podtrzymywać budowlę. W Sali Ofiar – naturalnej wielkości wyobrażenia Durgi, Ćamundu, Kali, jak również Ganeśa, Parwati i siedmiu bogiń matek.

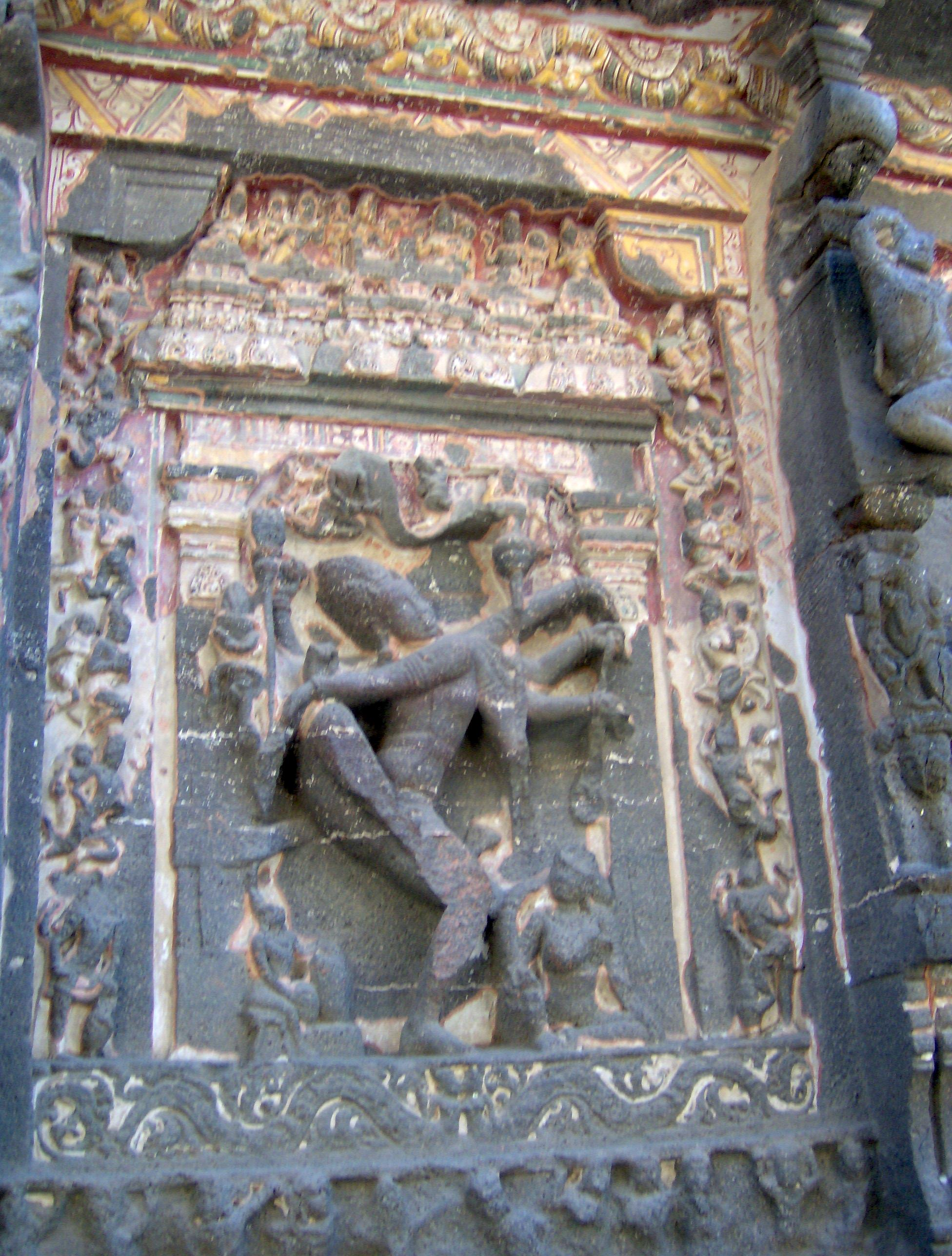
malowidło tańczącego Śiwy – Nataradźi w świątyni Kajlas

W Sali Poświeceń znajduje się fryz siedmiu bogini matek (Sapra Matrikas) i siedzących na trupach bogów śmierci Kali i Kalego. Podparta szesnastoma kolumnami sala zawiera malowidła na suficie wyobrażające Śiwę jako Nataradźę, tańczącego taniec śmierci. Świątynia poraża też wielkością: zajmuje podwójną powierzchnię Partenonu w Atenach, jest też 1,5 raza wyższa.
Groty 21, 28, 29 (są wcześniejsze niż buddyjskie i pozostałe hinduskie) – pochodzą z VI wieku z epoki Kalaćurich. W grocie nr 21 wyróżniają się zmysłowe posągi kobiece we wspornikach przedsionka, splecione w miłosnym uścisku pary na ścianie balkonu i wyobrażenie bogini Ganges i Jamuny. Grota nr 29 ma układ przestrzeni i ścienne wizerunki Śiwy przypominające świątynię na wyspie Elefanta w Mumbaju.

### Świątynie dżinijskie

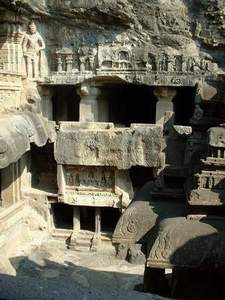
dżinijska świątynia w Elurze

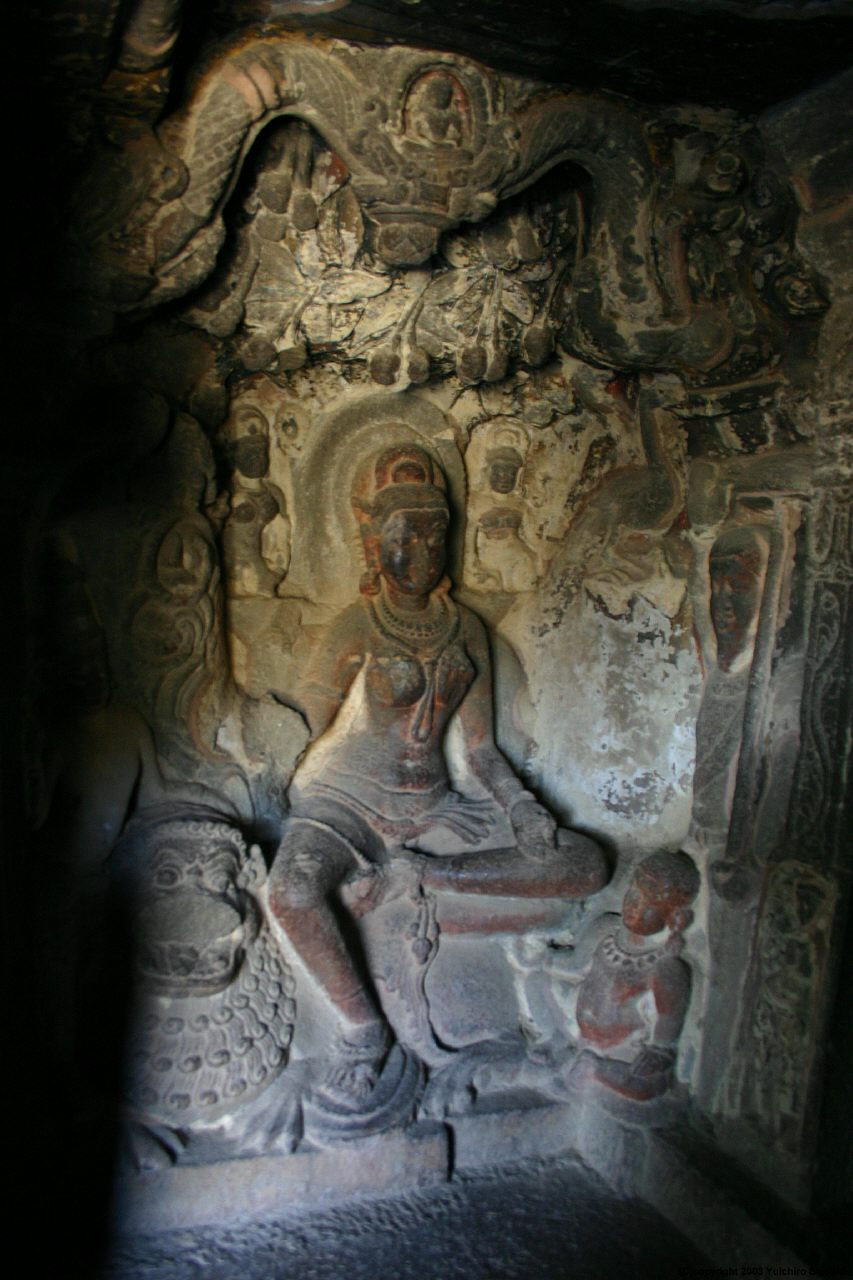
jaskinia nr 34 – posąg jakszi Ambiki

Położone są 2 km od świątyni nr 29 lub świątyni Kajlaś. Stworzone na przełomie IX/X wieku, za panowania Rasztrakutów. (po hinduskiej fazie powstawania świątyń w Elurze), są ostatnimi z wydrążonych tu świątynnych jaskiń. Mimo że daleko im do wizji świątyni Kajlaś, charakteryzują się ciekawymi rzeźbami. Za najbardziej godną uwagi uchodzi Jaskinia nr 32 (Indra Saba, tzn. Sala Zgromadzeń Indry). Jej górne piętro ozdabiają wizerunki Tirthankara. Strzegą oni wejścia do centralnej kaplicy. W świątyni tej ozdobionej rzeźbami lotosu na suficie, znajduje się też obnażona postać Gomateśwara dokonującego w lesie ślubu milczenia. Przedstawiono go tak dalece zagłębionego w medytacji, że nogi jego obrasta powój, a u stóp krążą nie zauważające go węże i skorpiony. Na dziedzińcu subtelne rzeźby postaci Dźiny.
Świątynia zawdzięcza nazwę temu, że w jakszy Matandze wyobrażonym na lwie rozpoznano pierwotnie boga Indrę. Znana rzeźbą jest też wyobrażenie postaci jakszy Ambiki. Przedstawiono ją siedzącą na lwie pod obwieszonym owocami drzewem mango.

### Griszneśwar Mandir (Grishneshwar Mandir)
Na zachód od jaskiń po przebudowach XVIII-wieczna śikhara – Griszneśwar Mandir – w środku dużej groty datowana na II w. p.n.e. jedna z dwunastu w Indiach świątyń dźjotirling (linga światła), w których Śiwa jest czczony pod postacią lingam. Zbudowana przez Rani Ahiljabai z Indauru. Nie-hindusi mogą wejść do środka świątyni, ale mężczyźni muszą zdjąć koszule.